# Чорна Долина (притока Дністра)
Чорна Долина, Балка Чорна Долина — річка в Молдові (у межах Придністров'я). Ліва притока річки Дністра (басейн Чорного моря).

## Опис
Довжина річки 24 км, похил річки 2,9 м/км, площа басейну водозбору 228 км². Формується декількома балками та загатами. На деяких ділянках балка пересихає.

## Розташування
Бере початок на північно-західній стороні від села Василівка. Тече переважно на південний захід через селище Колосове, село Карманове, селище Глинне й у місті Григоріополь впадає в річку Дністер.

## Цікаві факти
- На річці існують природні джерела, молочно-тваринні ферми МТФ), газгольдери та газові свердловини[4].